# 黒羽中野内テレビ中継局
座標: 北緯36度55分18.4秒 東経140度08分58.7秒 / 北緯36.921778度 東経140.149639度
黒羽中野内テレビ中継局（くろばねなかのうちテレビちゅうけいきょく）は、栃木県大田原市の旧那須郡黒羽町域に置かれているテレビ中継局である。

## 概要
- 当テレビ中継局は、大田原市大字中野内字大谷の大田原市立両郷中央小学校西方高台に置かれ、旧黒羽町域の一部へ電波を発射している。

## 送信施設概要

### 地上デジタル放送送信設備
| リモコンキーID | 放送局名            | 物理チャンネル | 空中線電力 | ERP  | 放送対象地域 | 放送区域内世帯数 |
| 1              | NHK宇都宮総合テレビ | 16ch           | 10mW       | 59mW | 栃木県       | 105世帯          |
| 2              | NHK東京教育テレビ   | 26ch           | 10mW       | 59mW | 全国         | 105世帯          |
| 3              | GYTとちぎテレビ     | 13ch           | 10mW       | 59mW | 栃木県       | 105世帯          |
| 4              | NTV日本テレビ       | 25ch           | 10mW       | 59mW | 関東広域圏   | 105世帯          |
| 5              | EXテレビ朝日        | 24ch           | 10mW       | 59mW | 関東広域圏   | 105世帯          |
| 6              | TBSテレビ           | 22ch           | 10mW       | 59mW | 関東広域圏   | 105世帯          |
| 7              | TXテレビ東京        | 23ch           | 10mW       | 59mW | 関東広域圏   | 105世帯          |
| 8              | CXフジテレビ        | 21ch           | 10mW       | 59mW | 関東広域圏   | 105世帯          |

- 2010年2月19日に予備免許交付、3月12日に本免許交付、3月15日から本放送開始。
- NHK総合テレビの県域放送は、2012年4月1日から実施。

### 地上アナログ放送送信設備
| 放送局名          | チャンネル | 空中線電力          | ERP                  | 放送対象地域 | 放送区域内世帯数 |
| NHK東京総合テレビ | 50ch       | 映像100mW /音声25mW | 映像650mW /音声160mW | 関東広域圏   | 不明             |
| NHK東京教育テレビ | 34ch       | 映像100mW /音声25mW | 映像650mW /音声160mW | 全国         | 不明             |
| NTV日本テレビ     | 38ch       | 映像100mW /音声25mW | 映像650mW /音声160mW | 関東広域圏   | 不明             |
| TBSテレビ         | 52ch       | 映像100mW /音声25mW | 映像650mW /音声160mW | 関東広域圏   | 不明             |
| CXフジテレビ      | 54ch       | 映像100mW /音声25mW | 映像650mW /音声160mW | 関東広域圏   | 不明             |
| EXテレビ朝日      | 44ch       | 映像100mW /音声25mW | 映像650mW /音声160mW | 関東広域圏   | 不明             |
| TXテレビ東京      | 46ch       | 映像100mW /音声25mW | 映像650mW /音声160mW | 関東広域圏   | 不明             |

- 2011年7月24日深夜の停波を以って廃局となった。
- GYTにはチャンネルが割り当てられていなかった。

## 偏波面
- デジタル・アナログ共、垂直偏波。